# Les derniers seront les premiers
Les derniers seront les premiers è una canzone della cantante canadese Céline Dion, registrata per il suo album D'eux (1995). Il brano fu rilasciato come singolo promozionale in Francia e Canada nell'ottobre 1996. La canzone è stata scritta e registrata da Jean-Jacques Goldman come duetto dal vivo con la Dion.

## Antefatti e contenuti
Les derniers seront les premiers è un brano dell'album in studio in lingua francese D'eux, un album che ottenne un successo strepitoso in tutto il mondo, non solo nei paesi francofoni. Per promuovere il suo nuovo lavoro Céline tenne nel 1995 una tournée chiamata D'eux Tour. La scaletta di quest'ultimo comprendeva anche Les derniers seront les premiers, una canzone scritta e co-prodotta da Jean-Jacques Goldman. Durante uno dei concerti tenutisi allo Zénith di Parigi, il brano fu interpretato dalla Dion in duetto con Goldman. Il concerto fu registrato sull'album Live à Paris, e fu pubblicato nel 1996. Per promozionare l'album fu scelto come singolo promozionale Les derniers seront les premiers.
Il brano fu pubblicato solo come singolo radiofonico e non a scopo commerciale in Francia e in Canada.

## Videoclip musicale e successo radiofonico
Per promuovere il singolo fu realizzato anche un videoclip musicale, tratto dalla registrazione del concerto tenutosi allo Zénith di Parigi durante il D'eux Tour e pubblicato sul home video Live à Paris. Il videoclip è stato pubblicato come bonus clip nella raccolta video On ne change pas, pubblicata nel 2005.
Les derniers seront les premiers raggiunse la posizione numero tre della classifica Quebec Airplay Chart, entrando il 16 novembre 1996 e trascorrendo 35 settimane in totale.

## Formati e tracce
CD Singolo Promo (Francia) (ColumbiaSAMPCS 3781)
1. Les derniers seront les premiers (feat. Jean-Jacques Goldman) – 3:58 (Jean-Jacques Goldman)

CD Singolo Promo (Canada) (ColumbiaCDNK 1203)
1. Les derniers seront les premiers (feat. Jean-Jacques Goldman) – 3:58 (Goldman)

## Classifiche
| Classifica (1996) | Posizione massima raggiunta |
| ----------------- | --------------------------- |
| Québec (ADISQ)    | 3                           |